# Ruhaallergia
Az allergia a szervezet téves immunválasza. Olyan anyag, molekula ellen védekezik, amely a szervezetre ártalmatlan és egészséges emberekben semmilyen tünetet nem okoz. Jellemző tünetei között szerepelhetnek kiütések, foltok megjelenése a bőr felszínén, hányás, hasmenés, légszomj, nehézlégzés és súlyosabb esetben akár úgynevezett anafilaxiás sokk (súlyos, életveszélyes, a teljes szervezetet érintő túlérzékenységi reakció) is.
Az allergia rendkívül gyakori betegség: Magyarországon az allergiában szenvedők a lakosságnak közel 30%-át teszik ki. Ezek betegségét mintegy 7%-ban a ruhaallergia okozza.
Allergiát számos anyag okozhat, ezeket allergéneknek nevezik. A legjellemzőbbek:
- egyes ételek (ételallergia),
- a szájüregben és a száj körül elhelyezkedő elhelyezett fémek (fémallergia, fogászati allergia),
- gyógyszerek (gyógyszerallergia),
- szabad szemmel nem látható virágporszemcsék, ún. pollenek (pollenallergia),
- háziporatkák (háziporatka-allergia),
- háziállatok (kutya, macska) szőrzete (valójában a szőrszálakra tapadt székletmaradványok, izzadság, nyál, hámpikkelyek) (állatszőr-allergia),
- rovarcsípés (rovarcsípés-allergia),
- bizonyos anyagú vagy kikészítésű ruhaanyagok (ruhaallergia).

## A ruhaallergia
A ruhaallergiát – mint neve is mutatja – a testen közvetlenül viselt ruhadarabok okozzák arra hajlamos embereknél.
Egy felmérés szerint az emberek mintegy 7%-a tapasztal meg olyan allergiás tüneteket, amit valamilyen ruhadarab vált ki. Ezeket okozhatja maga a ruha anyaga, vagy valamilyen színezék vagy egyéb, a kikészítésben használt vegyi anyag, esetleg mosó- vagy öblítőszer. A ruhaallergia tünetei általában viszketés, kiütések, bőrpír, szokatlanul meleg érzés a bőrön, de lehet orrfolyás, tüsszögés is. Megfigyelték, hogy nőknél gyakrabban jelentkeznek ruhaallergiás jelenségek, amit azzal magyaráznak, hogy a nők gyakrabban viselnek a testre szorosan feszülő ruhadarabokat. Ugyancsak érzékenyebbek erre azok, akiknek eleve érzékenyebb a bőre (pl. kisgyerekek), vagy akiknek veleszületett (atópiás) bőrérzékenysége van.
A ruházattal kapcsolatos leggyakoribb, viszketést és bőrirritációt okozó allergének a következők:
- Pamut. – A gyapot anyaga önmagában nem allergén. A gyapottermesztés során a szálakra rákerülhetnek olyan vegyszerek, amelyek között allergének is lehetnek, de ezek a további feldolgozás során már eltűnnek. A pamutfeldolgozás (fonás, kelmeképzés, kikészítés, színezés) ismét fennáll a veszélye annak, hogy allergén anyagok kerülhetnek a szálakra, ezért – ha nagyon ritkán is, de – előfordulhat, hogy a pamutiparban dolgozó munkások körében allergiás tünetek jelennek meg, ill. a pamutruházat viselése arra érzékeny embereknél allergiát okoz. Ezeket tehát nem maga a pamut okozza, hanem a rávitt vegyi anyagok, amelyek rajta maradnak a szálakon.[4]

- Gyapjú és más állati szőrök. – Sokan érzékenyek a közvetlenül a bőrrel érintkező gyapjúra, úgy érzik, irritálja a bőrüket. Ennek fő oka az, hogy a gyapjúszálak szúrják az érzékeny bőrt. Nem a gyapjú anyagától, kémiai összetételétől függ a jelenség: a gyapjúszálak egyszerűen szúrják a bőrt. A merinógyapjú szálai sokkal finomabbak, mint a birkagyapjúé, ilyen termékeknél a kellemetlen bőrirritáció sokkal kevésbé fordul elő. A ritkán előforduló valódi gyapjúallergiát nem a gyapjúszálak anyaga, hanem a textilanyag gyártásánál alkalmazott és a szálakban/szálakon rajtamaradt színezékek vagy vegyszermaradékok okozzák ezekre érzékeny személyeknél. – Korábban azt gondolták, hogy a szálakon maradt gyapjúzsír (lanolin) idézi elő az allergiás tüneteket, azonban a későbbi kutatások ezt megcáfolták.[5]

A teveszőr-textíliák esetében nem mutattak ki magának a teveszőrnek tulajdonítható allergén hatást. Ha ilyen mégis jelentkezik, ennek az lehet az oka, hogy az anyagot rosszul tisztították és nyál, vizelet és az állat egyéb hulladékai maradtak a szőrzeten.
- Selyem. – A tapasztalatok szerint a közvetlenül a bőrön viselt selyemtextília nem okoz allergiát.[7]

- Szintetikus szálakból készült textíliák. – A ruházatban és a testtel közvetlenül érintkező egyéb textíliákban (pl. ágyneműkben) alkalmazott szintetikus szálasanyagok önmagukban nem idéznek elő allergiás jelenségeket, de azok között a különböző vegyi anyagok között, amelyeket feldolgozásukhoz, tulajdonságaik javításához, színezésükhöz használnak, és amelyek rajta maradnak a kész textílián, lehetnek allergén anyagok. Ez okozza azokat a panaszokat, amelyeket a szintetikus szálasanyagoknak tulajdonítanak.[8]

- Latex. – A gumit alkotó latex önmaga is allergén anyag. Ezenkívül a feldolgozott gumiban számos különböző potenciális allergén van, amelyek a gumigyártás elengedhetetlen segédanyagai, de amelyek szintén érintkezéses bőrgyulladást okozhatnak. Ilyenek például a merkaptobenzotiazol és a tiuram keverékek.[9]

- Elasztán fonalak. – Az elasztán fonalak – az angol nyelvterületen használt elnevezéssel: spandex fonalak – gyártásában felhasznált egyes vegyi anyagok arra érzékeny embereknél allergiás bőrgyulladást válthatnak ki. Ilyenek például a metilén-difenil-diisocianát (MDI) és a toluén-2,4-diizocianát (TDI).[10]

- Vasaláskönnyítő kikészítő anyagok. – Ide tartozik mindenekelőtt a formaldehid, amelyet tartós vasalásmentesítő („non-iron”, „NEVA”) kikészítésre használnak. A ruházatban lévő formaldehiddel való érintkezés bőrgyulladást, kiütéseket okozhat a test oldalán, a háton (közvetlenül a hónalj mögött), a nyak oldalán és a combok elülső részén, amelyekhez a ruházat leginkább dörzsölődik.[9][11]

- A lángálló kikészítéshez használt vegyi anyagok közül a foszfor tartalmúak bizonyultak allergénnek.[12]

- Egyes színezékek. – A legismertebb mintegy 800 textilszínezék közül eddig 49-et azonosítottak lehetséges allergénként. Legtöbbjüket az úgynevezett diszperziós színezékek alkotják, amelyek egyes eljárásoknál (nyomott minták készítésénél) a festék mellett sűrítő- és kötőanyagokból is állnak. A diszperziós színezékek allergén hatását az okozza, hogy zsírban oldódnak, kis molekulaméretük révén a bőrön át könnyen felszívódnak. Különösen veszélyes ebből a szempontból a 106-os és 124-es jelű diszperz sötétkék pigment, amelyet a ruhák sötétkék, barna, fekete, lila és zöld színezésére használnak. Megállapították, hogy ezek különösen allergén hatásúak. – A kálium-dikromát olyan pigment, amelyet egyes textíliák élénk zöld árnyalatúvá tételére használnak. Azt tapasztalták, hogy érintkezéses bőrgyulladást okoz azoknál az embereknél, akik ilyen textíliával érintkezésbe kerülnek. – A kobalt élénk kék pigmentációt vagy más, ebből az alapszínből készült árnyalatokat (például élénkzöldet) biztosít. A kobalt szintén jól ismert okozója a bőrgyulladásnak, különösen a nikkelallergiás embereknél.[9]

- Mosó- és öblítőszerek. – A mosószerekhez és öblítőszerekhez adagolt számos összetevő egy része (pl. enzimek, illatanyagok) allergén lehet és ha benne marad a ruhában, az arra érzékenyeknél a mosott ruhadarab viselésekor bőrtünetek, kiütések és vörösség jelentkezhet. A por alakú mosószerek nikkelt és kobaltot is tartalmazhatnak, ezek szintén hozzájárulhatnak az allergiás reakció megjelenéséhez.[13]

- Nikkel. – Az érintkezéses bőrgyulladások egyik oka a különösen a nadrágok (különösen a kék farmerek), ingek és kabátok, valamint az övek és egyéb kiegészítők patentjaiban és szegecseléseiben található nikkel. A köldök körül jelentkező viszkető kiütéseket gyakran a ruházatban előforduló nikkel okozza.[9]

## Védekezés a ruhaallergia ellen
Azoknak, akik a ruhaallergia jelenségét tapasztalták, érdemes megfontolniuk a következőket:
- Célszerű az újonnan vásárolt ruhadarabot az első felvétel előtt kimosni. Ezzel eltávolíthatók a textíliában esetleg bent maradt allergén anyagok (formaldehid, pigmentek stb.). A testtel közvetlenül érintkező sötét színű (például kék, fekete, barna és zöld) ruhadarabokat a bennük lévő pigmentek miatt lehetőleg kerülni kell. Világos színű ruhadaraboknál a pigmentallergia veszélye csekély.

- Akinél formaldehid okozta allergiás bőrgyulladás jelentkezik, ne viseljenek gyűrődésmentesítő kikészítésű ruhadarabokat.

- A gumira vagy elasztán fonalakra érzékeny személyeknek kerülniük kell a gumi- ill. elsztánszalaggal ellátott ruhákat, lehetőleg cseréljék ki a rugalmas szalagot húzózsinórra.

- A nikkelallergiásoknak kerülniük kell a fémkapcsokkal, fémgombokkal és fémcipzárakkal ellátott ruhákat, részesítsék előnyben a műanyag záróelemeket. A fém záróelemeket, például a farmerek szegecseit, takarják le egy darab szövetszalaggal, hogy ne dörzsölődjenek a has bőréhez.

- Amit lehet, csak vízzel és szappannal mossanak ki, lehetőség szerint kerüljék a szintetikus mosószerek használatát. Ha ez mégis elkerülhetetlen, olyan mosószert használjanak, amely gyártója szerint nem tartalmaz allergén anyagokat („szenzitív bőrre ajánlott”, „hipoallergén”, „non-biological” vagy „non-bio” mosószerek, ahol ez a két utóbbi kifejezés arra utal, hogy a mosószernek nincs az emberi szervezetre „biológiai” – azaz allergén – hatása).

## A ruhaallergia kezelése
A ruhaallergia általában érintkezéses bőrgyulladást (kontakt dermatitiszt) okoz, amely az érintkezést követően 1–2 nap múlva jelentkezik és néha kisebb váladékozó hólyagokkal is párosul. Több hétig is eltarthat, mire önmagától elmúlik, ha ez alatt az allergiát okozó ruhadarabot nem viselik.
Az ilyen típusú bőrgyulladás kezelésére ajánlott módszerek:
- A legfontosabb, hogy az allergiát előidéző okot, a kérdéses ruhadarabot ne viseljék tovább.

- Szteroidos krémek alkalmazása, mint például a hidrokortizon (csakis rövid távú használatra!).

- Kifejezetten allergiára hajlamos bőrre kifejlesztett bőrápolók használata, amelyek minimális potenciális allergént tartalmaznak.

- A gyulladás korai fázisában az érintett bőrfelületre borított, vízbe vagy alumínium-acetátba (Burow-oldatba) áztatott géz-, vagy szövetdarab nyugtató és hűtő hatású; a borogatást naponta 4–6 alkalommal, 30 percen át lehet alkalmazni.

- Súlyosabb, illetve nagyon kiterjedt gyulladások esetén kortikoszteroid (pl. prednizolon) tartalmú tabletták, illetve helyileg alkalmazandó készítmények (krémek, kenőcsök) alkalmazását ajánlják. A viszketés csökkentésére olykor antihisztamin tartalmú krémek használatát javasolhatják.